# 高三郎山

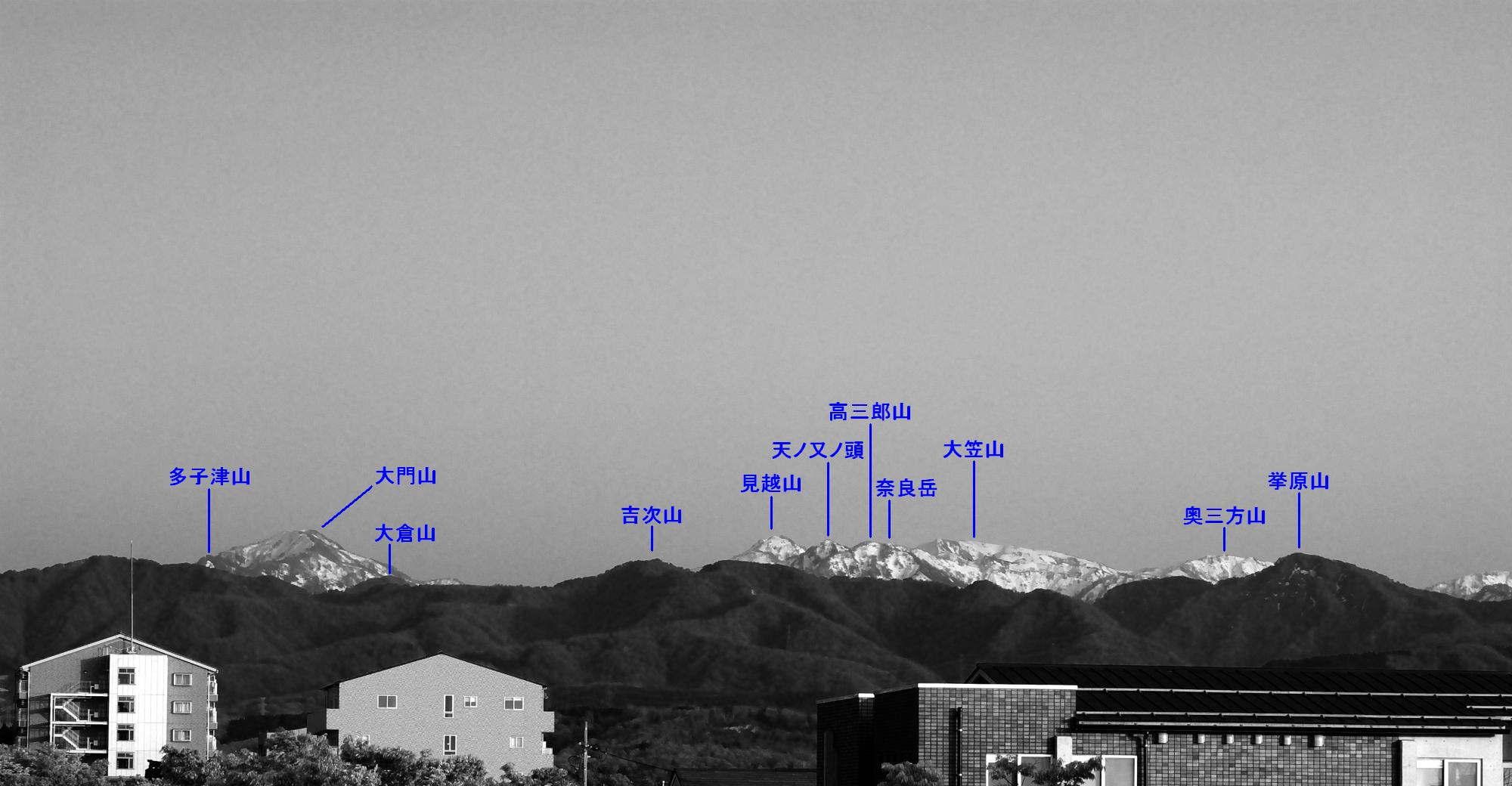
金沢の高峰群。金沢市浅野川流域より。（2009年4月）（解説無し画像）

高三郎山（たかさぶろうやま）は、石川県金沢市南部にある山。

## 概要
国土地理院の掲載1:25000地形図は、『西赤尾』（にしあかお）である。国土地理院の三等三角点（「高三郎｣と命名）が設けられている。
本項では、『石川の山』の記述に倣い、三角点が設けられている頂を狭義の高三郎山とし、標高1,445mの頂を天ノ又ノ頭（てんのまたのかしら）とし、両者を包括して広義の高三郎山と呼ぶことにする。
犀川上流部、犀川ダムの南方、旧倉谷集落南東約5kmに位置する。金沢市街地から良好に眺めることができる。
犀川の本流二又（ふたまた）川と支流倉谷（くらたに）川の分水嶺にあたる。
特に残雪期、金沢市方面からの登山客で賑わう。
5月頃にはカタクリ・ホンシャクナゲ等の群落が見られる。ミズナラやブナの灌木が多く、三角点付近では刈り込まれてはいるが、あまり眺望に恵まれているとはいえない。木立の隙間から辛うじて大門山・見越山・白山・金沢市街等を望める。
なお、現在の三角点の標高は1,421.43m（国土地理院の基準点成果による）であるが、最古の測量成果である明治末期の標高値は1,421.5mであった。

## 倉谷三方山・倉谷三峰・三峯嶽
高三郎山の呼称は、古くは天保元年（1830年）頃成立したとされる『加能越三州地理志稿』に現れる。同書では見越山・禰都山・高三郎山をして「三山対峙」とし、倉谷三方山と呼ぶ、とある。
天保11年の『加越能三州細密絵図』では、見越山・子ス（ねす）山・高三郎山を合わせ、倉谷三峰としている。
明治初期に成立した『皇国地誌』によると、高三郎山・禰都（ねつ）山・見越山を合わせて三峯嶽（さんぽうがだけ）と呼んでいる。
なお、ここでいう見越山とは、現在見越山と呼ばれている山ではないと考えられている（詳細は見越山を参照のこと）。かつて見越山・禰都山（子ス山）と呼ばれていた山は、現在の高三郎山から現在の見越山間の尾根上のどれかだと思われるが、現在となっては断定は難しい。しかし3峰あわせて称している点から、高三郎山から離れた位置にあるとは考えがたい。
高三郎山の南には、天ノ又ノ頭の他に、ホイクラ山と呼ばれる山があり、先の『加越能三州細密絵図』にある子ス山はホイクラ山の辺りに位置するという考え方がある。

## 登山道など
犀川ダムを起点とし、ダム湖東岸沿いの道を過ぎ、倉谷川沿いに進むと、旧倉谷集落跡に到達。その後の川沿いの道は通行が困難な部分もあるため、迂回するなど慎重に進みたい。登山口からは2ルートの登山道がある。一方はナガ尾根からクラコシ尾根を登る新道、もう一方はシャクナゲ尾根（広坂尾根ともいう）を登る旧道（地形図に記載の道はこちらの方）である。現在旧道はまったく整備されておらず廃道状態のため一般的には通行不可。新道を利用する必要あり。
旧倉谷集落との標高差が1,000mを越え、急登が多く痩せ尾根もあり、登りに約4時間を要する中堅～上級者向けの山といえる。
2008年5月より金沢大学ワンダーフォーゲル部OB会による自主整備が始まっている。
明治初期の『皇国地誌』によると、かつては二又村から西谷川（現、二又川）より登るルートがあったとするが、「甚嶮ナリ」とあり、整備された登山道とは考えがたい。